# Italijanska baročna arhitektura
Italijanska baročna arhitektura se nanaša na baročno arhitekturo, ki se je izvajala na italijanskem polotoku, v današnji Italiji, v času, ko so mestne države postopoma izgubile svojo neodvisnost in prešle pod tujo prevlado, najprej pod Španijo (1559 -1713) in pozneje Avstrijo (1713 -1796). Začela se je v Rimu v začetku 17. stoletja, najprej se je razširila v italijanska mesta, nato v preostalo Evropo in Ameriko in svoj vpliv uveljavila po vsem katoliškem svetu. Predhodnica je bila renesansa in manierizem, razvila se je v obdobju absolutizma, nasledil pa jo je rokoko in neoklasicizem. Prvotno slabšalni izraz barocco je nakazoval pomanjkanje pravilnosti in urejenosti, kar so zagovorniki neoklasicizma, pod vplivom racionalizma razsvetljenstva, šteli za znak slabega okusa. Dejansko so bile temeljne značilnosti baročne arhitekture, zelo dekorativne in gledališke, ukrivljene črte z vijugastimi vzorci, kot so elipse, spirale ali krivulje s policentričnimi konstrukcijami, včasih z motivi, ki se med seboj prepletajo in jih skorajda ni mogoče razbrati. Vse je moralo prebuditi začudenje in močan občutek za teatralnost je umetnike potisnil v dekorativno razkošje, ki je v prostorski kompoziciji združil slikarstvo, kiparstvo in štukaturo ter vse podčrtal s sugestivnimi igrami svetlobe in sence.

## Srednja Italija

### Rim
Obdobje baročne arhitekture se je v italijanskem obdobju začelo pri baziliki s kupolo nad  grškim križem in ladjo. Ena prvih rimskih struktur, ki je prekinila manieristične konvencije (kot je ponazorjena v cerkvi Il Gesù), je bila  cerkev svete Suzane, ki jo je leta 1596 zasnoval Carlo Maderno. Dinamična razporeditev stebrov in pilastrov, centralna masa, izboklina in zgoščena osrednja dekoracija je dodala strukturi zapletenost. Večina baročnih stavb predstavlja kupole. Pojavlja se igrivost s pravili klasičnega oblikovanja, ki še vedno ohranja strogost.
Isti poudarek na plastičnosti, kontinuiteti in dramatičnih učinkih je razviden iz dela Pietra da Cortone, ki ga ilustrirata Santi Luca e Martina (1635) in Santa Maria della Pace (1656). Santa Maria della Pace s konkavnimi krili, zasnovanimi za simulacijo gledališke postavitve, pred njo zapolni majhen trg. Tudi druge rimske stavbe tega obdobja so prežete s teatralnostjo, ki nad okolico prevladuje kot nekakšno gledališko okolje.
Verjetno najbolj znan primer takega pristopa je trapezni trg sv. Petra, ki je bil hvaljen kot mojstrovina baročne arhitekture. Trg je razdeljen na dva dela, ki jih je Gian Lorenzo Bernini v izjemnih kolosalnih merilih zasnoval tako, da ustreza prostoru in vzbuja strahospoštovanje. Berninijeva najljubša zasnova je bila barvna ovalna cerkev Sant'Andrea al Quirinale (1658), ki s svojim visokim oltarjem in lebdečo kupolo zagotavlja koncentrirano vzorčenje nove arhitekture. Njegovo predstavo o baročni mestni hiši predstavljata Palača Barberini (1629) in Palača Chigi-Odescalchi (1664), obe v Rimu.
Glavni Berninijev tekmec v papeški prestolnici je bil Francesco Borromini, katerega zasnove še bolj dramatično odstopajo od običajnih kompozicij antičnega sveta in renesanse. Poznejše generacije so ga imenovale kot revolucionarja v arhitekturi, obsodil je antropomorfni pristop 16. stoletja in se odločil, da svoje modele opira na zapletene geometrijske figure (module). Zdi se, da se Borrominijev arhitekturni prostor po potrebi širi in krči, kar kaže na nekaj sorodnosti s poznim Michelangelovim slogom. Njegova ikonična mojstrovina je cerkev San Carlo alle Quattro Fontane, ki jo odlikuje valovit ovalni tloris in zapleteni konveksno-konkavni ritmi. Kasnejše delo, Sant'Ivo alla Sapienza, prikazuje enako antipatijo do ravne površine in igrivo iznajdljivost, ki jo ponazarja kupola luči s čepom.
Po Berninijevi smrti leta 1680 se je za najvplivnejšega arhitekta v Rimu izkazal Carlo Fontana. Njegov zgodnji slog ponazarja rahlo konkavna fasada San Marcello al Corso. Fontanov akademski pristop, čeprav mu je primanjkovalo bleščeče iznajdljivosti njegovih rimskih predhodnikov, je močno vplival na baročno arhitekturo tako s svojimi plodnimi spisi kot s številnimi arhitekti, ki jih je izučil in so širili baročne idiome po Evropi 18. stoletja.
V 18. stoletju se je glavno mesto evropskega arhitekturnega sveta preneslo iz Rima v Pariz. Borrominijeve ideje so močno vplivale na italijanski rokoko, ki je v Rimu cvetel od 1720-ih dalje. Najbolj nadarjena arhitekta, dejavna v Rimu - Francesco de Sanctis (Španske stopnice, 1723) in Filippo Raguzzini (Piazza Sant'Ignazio, 1727) - sta imela malo vpliva zunaj svoje domovine, prav tako pa tudi številni praktikanti sicilskega baroka, med njimi Giovanni Battista Vaccarini, Andrea Palma in Giuseppe Venanzio Marvuglia.

## Južna Italija

### Neapelj
Zadnjo fazo baročne arhitekture v Italiji ponazarja palača Caserta Luigija Vanvitellija, ki je bila domnevno največja stavba, postavljena v Evropi v 18. stoletju. Zaradi sodobnih francoskih in španskih modelov je palača spretno povezana s pokrajino. V Neaplju in Caserti je Vanvitelli uporabil trezen klasični akademski slog, z enako pozornostjo do estetike in inženirstva, slog, ki bi lahko prešel v neoklasicizem.

### Sicilija
Sicilski barok je značilna oblika baročne arhitekture, ki se je uveljavila na otoku Sicilija ob južni obali Italije v 17. in 18. stoletju. Slog ni prepoznaven le po značilnih baročnih oblinah in cvetočih potezah, temveč tudi po nasmejanih maskah in puttih ter posebni razkošnosti, ki je Siciliji prinesla edinstveno arhitekturno identiteto.
Sicilski baročni slog se je uresničil med večjim obnavljanjem po močnem potresu leta 1693. Pred tem se je baročni slog na otoku uporabljal naivno in omejeno, saj se je razvil iz hibridne avtohtone arhitekture in ne izvira iz velikih baročnih arhitektov Rima. Po potresu so lokalni arhitekti, med katerimi so se mnogi izučili v Rimu, dobili obilne priložnosti za poustvarjanje bolj dovršene baročne arhitekture, ki je postala priljubljena v celinski Italiji; delo teh lokalnih arhitektov - in nova zvrst arhitekturnih gravur, ki so jih uvajali -, je navdihnilo več lokalnih arhitektov, da so sledili njihovemu vodstvu. Okoli leta 1730 so si sicilski arhitekti upali uporabiti baročni slog. Njihova posebna interpretacija je privedla do nadaljnjega razvoja, do personalizirane in zelo lokalizirane umetniške oblike na otoku. Od 1780-ih je slog postopoma nadomeščal na novo modni neoklasicizem.
Zelo dekorativno obdobje sicilskega baroka je trajalo komaj petdeset let in je popolnoma odražalo družbeno ureditev otoka v času, ko mu je nominalno vladala Španija. V resnici je vladala bogata in pogosto ekstravagantna aristokracija, ki je obvladovala predvsem kmetijsko gospodarstvo. Baročna arhitektura daje otoku arhitekturni značaj, ki se uporablja tudi v 21. stoletju.

## Severna Italija

### Torino
Na severu Italije, zlasti v Torinu, so bili monarhi iz savojske rodbine še posebej dovzetni za novi slog. Za ponazoritev grandioznih političnih ambicij in novo pridobljenega kraljevskega statusa njihove rodbine so zaposlili briljantno triado arhitektov – Guarino Guarini, Filippo Juvarra in Bernardo Vittone.
Guarini je bil peripatetični menih, ki je združil številne tradicije (vključno s tradicijo gotske arhitekture), da bi ustvaril nepravilne strukture, izjemne po svojih ovalnih stebrih in nekonvencionalnih fasadah. Na podlagi ugotovitev sodobne geometrije in stereotomije je Guarini izdelal koncept architectura obliqua, ki je Borrominijev slog približal tako v teoretični kot v strukturni drznosti. Guarinijeva Palazzo Carignano (1679) je bila morda najbolj razkošna uporaba baročnega sloga pri oblikovanju zasebne hiše v 17. stoletju.
Tekoče oblike, breztežni detajli in zračni obeti arhitekture Juvarre so pričakovali umetnost rokokoja. Čeprav je njegova praksa segala dlje od Torina, so bili najbolj impresivni dizajni Juvarre ustvarjeni za Viktorja Amadeja II.. Vizualni učinek njegove bazilike Superga (1717) izhaja iz njene naraščajoče strešne linije in mojstrske postavitve na hribu nad Torinom. Rustikalni ambient je spodbudil svobodnejšo artikulacijo arhitekturne oblike v kraljevi lovski koči Palazzina di Stupinigi (1729). Juvarra je svojo kratko, a bogato kariero končal v Madridu, kjer je delal na kraljevi palači v La Granji in Aranjuezu.
Med mnogimi, na katere sta globoko in raznolikost Juvarre in Guarinija močno vplivala, je bil najbolj ugleden Bernardo Vittone. Tega piemontskega arhitekta si bomo zapomnili po razkošju cerkva v rokokoju, v tlorisu štirilista in nežnih detajlov. Njegovi prefinjeni modeli imajo pogosto več obokov, struktur znotraj struktur in kupole v kupolah.

### Milano
Francesco Maria Richini (1584–1658) je bil najpomembnejši milanski arhitekt. 
Med letoma 1607 in 1630 je zgradil cerkev San Giuseppe, ki naj bi bila, tako kot cerkev Il Gesù v Rimu, do tedaj namenjena vadbi presežkov nad manieristično akademsko modo. Richini je predstavil kombinirani tloris, sestavljen iz dveh centralnih področij, ki izvirajo iz cerkve Sant'Alessandro v Zebediji, prav tako v Milanu; učinek plastike je opazen tudi na fasadi, okrašeni z vrsto prekrivajočih se niš.
Nato se je leta 1627 posvetil fasadi Collegio Elvetico (danes sedež Archivio di Stato), kjer je želel povezati notranjost in zunanjost skozi vbočen prospekt. Ta zanimiva rešitev, verjetno prva ukrivljena fasada baročnega obdobja, je pred nekaterimi temami, ki jih je pozneje izrazil Borromini in potrjuje Richinija kot enega največjih arhitektov zgodnjega baroka.

### Benetke
Beneški barok je v skladu z lokalno prakso videl Baldassarra Longhena (1598–1682) kot glavnega predstavnika. Po kugi leta 1630 je z osrednjim načrtom začel graditi cerkev Santa Maria della Salute. Longhena je v osmerokotno telo bazilike dodal svetišče, ki ga na obeh straneh obdajata dve apsidi, podobno tistemu, ki ga je Andrea Palladio izdelal v Il Redentore; ta rešitev krepi vzdolžno os templja, ki je dejansko postal osrednje telo v ustrezni ladji. Baročni slog cerkve je razviden iz konformacije zunanje gmote, ki se nahaja ob Grand Canalu: osmerokotno telo, pokrito z veliko kupolo, obdajata krona svetišča in dva zvonika.
Longhena je delal tudi v okviru državljanske arhitekture; njegova Ca 'Pesaro predstavlja na videz konvencionalen tlorist, toda igra svetlobe in sence, ki je postavljena na bogato okrašeno fasado, vodi do tipično baročnega sloga.
V vsakem primeru je ogorčenost detajlov plastične umetnosti Loghene dosegla vrhunec na fasadi Santa Maria dei Derelitti (dokončana v 1670-ih), okrašeni na moden in bogat način z atlanti, velikanskimi glavami in levjimi maskami.

### Genova
V Genovi so od konca 16. stoletja v baročni arhitekturi zgradili vrsto velikih stavb, ki jih kritiki štejejo med najpomembnejše italijanske značilnosti. Med temi je bila tudi palača Doria Tursi, kjer planimetrična konfiguracija preddverja v kombinaciji z najvišjim notranjim vrtom skozi široko stopnišče navaja prisotnost gibanja v globino.
To rešitev je prevzel Bartolomeo Bianco (1590–1657) v tem, kar lahko štejemo za njegovo mojstrovino:  kolegij jezuitov, ki je pozneje postal sedež univerze v Genovi (približno 1634). Stavba ima tloris v obliki črke U, vendar v primerjavi s prejšnjo kaže večjo prepustnost med notranjostjo in dvoriščem; pravzaprav je Bianco s konformacijo zelo strmega terena ustvaril edinstveno urbano kuliso z verando, široko kot dvorišče in vrsto prekrivajočih se obokov in stopnišč.